# Eukarióták
Az eukarióták (Eukaryota) olyan élőlények, amelyek valódi sejtmaggal rendelkező sejtekből állnak (eu = valódi, karüon = sejtmag), vagy sejtmagvas egysejtűek.
A valódi sejtmag azt jelenti, hogy a mag anyagát maghártya választja el a citoplazmától. Genetikai anyagának többsége ebben a sejtmagban, kromoszómák formájában található meg. Az eukarióta sejtek sejtplazmája több, membránnal határolt sejtalkotót tartalmaz, így belső terekre különül.

## Genom
Az eukarióta sejt nagyobb, mint a legtöbb prokariótáé, és általában genomjában is több gén található. Így például a prokarióta Escherichia coli DNS-e 4,7 millió bázispárból áll, az emberé mintegy 3 milliárdból. A prokarióták genomja egyetlen, kör alakú DNS-molekula, amihez bázisos fehérjék kapcsolódnak, de ezek sohasem hisztonok. Az eukarióták sejtmagjában található (nukleáris) DNS-e különálló kromoszómákra osztott, minden kromoszómában egy-egy kétszálú DNS-sel. A DNS-hez hiszton fehérjék kapcsolódnak, és vele együtt alkotják a nukleoszómákat. A kromoszómákban található kromatin fonal alapjában nukleoszómák lánca, ami a sejt osztódásakor sokszorosan felcsavarodik. A kromoszóma tulajdonképpen a kromatin „becsomagolt”, az utódsejtekbe szétosztandó formája, amiben a gének nem működnek; a sejtosztódás befejeződése után a kromoszómák részben lecsavarodnak (ez lesz az eukromatin), és ebben a gének a sejtosztódások közötti időszakban működnek, kifejeződésre jutnak. A gének működését (kifejeződésre jutását, átíródását, idegen szóval transzkripcióját) a nukleoszómákhoz kapcsolódó savas kromoszomális fehérjék működésének változása teszi lehetővé, részben megváltoztatva a hisztonok szerkezetét.
A soksejtű eukarióták egyes sejtjeiben a differenciáció következtében a fajra jellemző géneknek csak egy része működik (az emberben átlagosan mintegy 1-8%-a), a többi az adott sejtben nem fejeződik ki (és nem is tekeredik le a sejtosztódások során a kromatin része, az ún. heterokromatin); de a sok sejtben összességében valamikor minden gén működésére sor kerül az egyedfejlődési program által meghatározott helyen és időben.
A prokarióták lényegileg egysejtűek, így az eukariótákra jellemző differenciációjuk nincs (bár persze mutatnak fejlődési változásokat az életük során). A baktériumok sejtjeiben a kör alakú nagy DNS-en kívül lehetnek még kisebb, a fő DNS-től függetlenül osztódó és az utódokba átjutó, szintén kör alakú, de kisebb DNS-ek is, ezek az ún. plazmidok vagy episzómák.
Az eukarióták sejtjeiben a sejtmagon kívül is vannak még DNS-ek (ezek együttese az extranukleáris DNS vagy citoplazmatikus DNS), mégpedig egyes sejtszervecskékben (a mitokondriumokban, illetve a növényi sejtek kloroplasztiszaiban). Ilyen, membránnal körülvett sejtszervecskék a prokarióták sejtjeiben nem találhatók (a prokarióta sejt megfelel egy sejtszervecskének).
Az eukarióta sejtben vannak belső sejtmembránok a sejtet kívülről borító plazmamembránon kívül; ezek egy része nem kerül kapcsolatba a plazmamembránnal, de egy részük érintkezhet, összeolvadhat a plazmamembránnal, illetve leválhat arról (ld még exocitózis, endocitózis). Az egyik legfontosabb ilyen belső sejtmembránrendszer az endoplazmatikus retikulum (ER) membránrendszere a citoplazma belső, a sejtmaghoz közelebbi részében. Ez a membránrendszer közvetlen fizikai érintkezésben van a sejtmag maghártyájával; a maghártya két membránlemeze közötti tér az endoplazmatikus retikulum üregrendszerében folytatódik. Az endoplazmatikus retikulum  membránjaiban a sejt bioszintézisét végző enzimek nagy része található, vagyis az ER membránjai a sejt szintetizáló rendszerét adják. Itt képződnek az új lipidmolekulák, így a membránok foszfolipidjei is. Az ER membránjaihoz kapcsolódhatnak riboszómák, amelyek a citoplazmatikus fehérjeszintézis helyei. AZ ER membránjaihoz a riboszómák speciális helyeken és sajátos mintázatban kapcsolódnak; emiatt az ilyen ER az elektronmikroszkópban szemcsés vagy durva felszínűnek tűnik. A durva felszínű ER riboszómái szintetizálják azokat a fehérjéket, amelyeket a sejt „exportra” termel, vagyis amelyek végül exocitózissal kijutnak a sejt külső felszínére vagy el is hagyják a sejtet. Az ER másik típusának membránján nem találhatók riboszómák, ezért az az elektronmikroszkópban sima felszínűnek tűnik. A sejt saját használatra szánt fehérjéit a citoplazmában szabadon található riboszómák termelik.

## Rendszertani felosztásuk
A 2020-as években érvényes felosztás az eukariótákat nagy kládokra bontja:
- Amorphea – az Amoebozoa és az Opisthokonta által alkotott legnagyobb olyan klád, mely nem tartalmazza a növényeket
  - Amoebozoa – jobbára amőbákból álló taxon, de például ide tartoznak a valódi nyálkagombák is
  - Obazoa – az Opisthokonta, a Breviatea és az Apusomonadida által alkotott taxon
    - Breviatea – az Obazoa egyik, feltételezések szerint bazális kládja
    - Apusomonadida – sikló egysejtűek
    - Opisthokonta – hátul egy ostorral rendelkező élőlények
      - Holomycota – a gombák és rokonaik
      - Holozoa – az állatok és rokonaik
- Diaphoretickes – növények, sárgásmoszatok és rokonaik
  - Haptista – a Haptophytina és a Centroplasthelida kládja
  - Telonemia – ismeretlen helyzetű: a Haptista tagja v. testvércsoportja is lehet
  - Sar
    - Sárgásmoszatok (Stramenopila)
    - Alveolata
    - Rhizaria

  - Cryptista – a Rollomonadia és a Palpitia kládja
  - Archaeplastida – Plantae sensu lato
    - Viridiplantae – Plantae sensu stricto
      - Embryophyta – Plantae sensu strictissimo
- Eukarióták incertae sedis:
  - CRuMs – a Collodictyonida, a Rigifilida és a Mantamonadida kládja
  - Hemimastigophora – feltehetően a Diaphoretickesszel rokon taxon
  - Ancyromonadida
  - Malawimonadida
  - Metamonada
  - Discoba
  - Provora – más eukariótákat evő egysejtű élőlények

A rendszertanban sokáig biztos tájékozódási pontnak tekintett Chromalveolata az Alveolata kládot és a Chromistát tartalmazta. Kiderítették azonban, hogy ez utóbbi – tehát maga a Chromalveolata is – parafiletikus, ezért használatukat el kellett vetni. 2022-ben Yazaki  et al. igazolták, hogy a Cryptista a Microheliella marisszal alkotja a Pancryptista kládot, mely az Archaeplastidával együtt alkotja a Cam kládot.

## Sejtanatómia

### Endoplazmatikus membránrendszer

Endoplazmatikus membránrendszer részei és részletei

Egy másik fontos belső membránrendszer az eukarióta sejtben az ún. Golgi-készülék (Golgi-apparátus, a növényi sejtekben nevezik diktioszómának is), amely voltaképpen egymásra rétegzett lapos membránzsákokból áll, és ez a 4-5 membránzsák kissé ívben meg is hajlik, leginkább a sejtmag felé található az íve „szája”, és a domborulata meg a plazmamembrán felé néz.
Ez a membránrendszer kapcsolatban van az endoplazmatikus retikulum (ER) membránrendszerével olyan módon, hogy az ER kötött riboszómái által termelt fehérjék bejutnak a Golgi üregébe, majd ott benn megkezdik az átalakulásaikat: egyes darabjaik (például a szignálpeptidjeik) lehasadnak, egyes aminosavaikhoz szénhidrátok vagy azok rövidebb-hosszabb láncai kapcsolódnak, majd a módosult fehérje transzportálódik az ER membránjainak széli hólyagocskáiba. Itt azután kis hólyagocskákként lefűződnek az ER-ról, bennük az exportra szánt fehérjékkel. Ezek a kis citoplazmatikus, membránnal körülvett hólyagocskák azután átalakulhatnak lizoszómákká, ha a megfelelő fehérjék és enzimek vannak bennük és a belsejük megsavanyodik; ekkor a sejt anyagait, illetve a sejt által a külvilágból felvett makromolekulákat fogják lebontani. A lizoszómák tehát az eukarióta sejtekben a sejten belüli emésztés helyei.
A membránnal körülvett kis citoplazmatikus hólyagocskák másik része eljut a Golgi-készülék membránjaihoz, és a sejtmaghoz közeli membránzsákokba beleolvad. Ezáltal  a bennük levő fehérjék is a Golgi-készülék membránzsákjaiba kerülnek. A Golgi-készülék membránzsákjaiban levő enzimek újabb átalakításokat végeznek a fehérjéken (és talán egyes foszfolipideken is): elsősorban újabb szénhidrátláncok kapcsolódnak hozzájuk. Ezek a glikoproteinek vagy mukoproteinek (és glikolipidek) fognak kapcsolatba lépni a sejtet borító plazmamembránnal. A Golgi-készülék külső membránzsákjaiból a megváltozott fehérjék és foszfolipidek szintén kis hólyagocskákba csomagolódnak, amelyeket most szekréciós vezikuláknak neveznek. Ezeknek tartalma fog a sejtből a plazmamembránon át exocitózissal kiürülni. A szekréciós vezikula membránja már össze tud olvadni a plazmamembránnal, az összeolvadás helyén a plazmamembrán felszakad, így a belső tartalma a sejten kívülre kerül. A szekréciós vezikula membránja teljes felszínével a plazmamembrán felületét növeli. A kijutott anyagok egy része megkötődik a plazmamembránban; ezért találunk a plazmamembrán külső oldalán szénhidrátláncokat hordozó gliko- és mukoproteineket, glikolipideket. A kijutott anyagok egy másik részét egyes sejtek el is engedik, így azok a sejtek közötti térbe kerülnek. A szekréciós vezikulának a plazmamembránnal való összeolvadását (fúzióját), a vezikula tartalmának kiürülését és a plazmamembrán felületének megnagyobbodását és anyagainak eme gyarapodását nevezik exocitózisnak. Ezzel az aktív, membránmozgással járó folyamattal a plazmamembránon egyébként átjutni nem tudó makromolekulák és makromolekuláris oldatok is ki tudnak jutni a sejtből.
Hasonló, de ellentétes irányú folyamat az endocitózis, amivel makromolekulák és oldataik is be tudnak jutni a sejtbe. Ekkor a felveendő makromolekula a plazmamembránon speciális receptorához kötődik, majd a plazmamembrán elkezd alatta gödörré mélyülni, majd hólyagocskát (vezikulát) formálva a makromolekulákat és oldatukat magába zárja; ezt követően a membránnal körülvett hólyagocska leválik a plazmamembránról és a keletkezett endoszóma vagy fagoszóma a citoplazmába süllyed. Ez az endocitotikus folyamat természetesen csökkenti a plazmamembrán felületét. Hosszabb időszakaszon az exo- és az endocitózis nagyjából kiegyenlíti egymást, így a plazmamembrán felszíne dinamikus állandóságot mutat, miközben az anyagait ez a két folyamat kicseréli. Ezt követően a citoplazmában az endoszómát rendszerint lizoszómák veszik körül, majd a váladékukat beleöntve fagolizoszómává alakul. Ebben a kívülről felvett makromolekulák megemésztődnek, a képződött építőköveik a lizoszóma membránján át a citoplazmába kerülnek és a sejt felhasználja azokat saját céljaira. A lizoszómák természetesen a saját elromlott és ki nem javítható makromolekulákat és összetett anyagokat is lebonthatják.

### Sejtszervecskék

Mitokondrium

Prokarióta sejt felépítése

Az eukarióta sejtben találhatók kettős membránnal körülvett sejtszervecskék is (amelyeknek megfelelői a prokarióta sejtekben nincsenek meg). A legfontosabbak a mitokondriumok és a növényi sejtekben még a színtestek vagy plasztiszok. Ez utóbbiak közül a legjelentősebbek talán a zöld színtestek vagy kloroplasztiszok, amelyek a magasabb szervezettségű zöld növényekben a fotoszintézis helyei. E sejtszervecskékre jellemző, hogy 
- prokarióta sejt méretűek (vagyis 1-10 mikrométer átmérőjűek);
- két eltérő membrán határolja őket, amelyek közül a belső sokkal nagyobb felületű, mint a külső, és ezért nagy betűrődéseket mutat;
- saját, a sejtmaginál ugyan kisebb, de attól független DNS-ük (extranukleáris DNS), riboszómáik és fehérjeszintetizáló mechanizmusuk van,
- ennek következtében a sejtmagtól függetlenül képesek szaporodni és önállóan mozogni;
- a riboszómáik és a fehérjeszintetizáló mechanizmusaik hasonlítanak egyes prokariótákra.

Mindezek alapján Lynn Margulis már 1969-ben felvetette, hogy az eukarióta sejtbe ezek a prokarióta eredetű sejtszervecskék valamikor bekerültek, és azóta azzal szimbiózisban élnek. Elmélete (az ún. endoszimbionta-elmélet) szerint tehát az eukarióta sejtek prokarióták (mégpedig talán oxidatív anyagcserét folytató, illetve fotoszintézisre képes ősi baktériumok) bekebelezésével és attól fogva azokkal fennálló belső szimbiózissal jöhettek létre. Később a szimbionta ősbaktériumok génjeinek többsége átkerült az eukarióta sejt sejtmagjába, de néhány gén megmaradt a sejtszervecskékben. Ezért a sejtszervecskék az eukarióta sejttől függetlenül nem képesek létezni önálló élőlényként, de az eukarióta sejteken belül elvégzik valamikori működéseik egy részének módosult változatát.

### Sejtváz és kontraktilis rendszer
Csak az eukarióta sejtre jellemző a fehérjékből álló belső sejtváz (citoszkeleton) és kontraktilis rendszer is, amelynek fehérjékből álló hálózatai és kötegei alakfenntartó, mozgató és szállító funkciókat végeznek.  Ezekhez kapcsolódnak, ha csak időlegesen is, a plazmamembrán és a belső sejtmembránok, a sejtszervecskék, a lizoszómák és esetleg más szállítandó molekulák és molekulaegyüttesek. Ez a sejtváz és kontraktilis rendszer mozgatja a sejtben a membránokat és a hólyagocskákat is (vagyis ezek működése áll az exo- és endocitózis hátterében is), de szerepet játszanak az egész eukarióta sejt mozgatásában is, ha az rendelkezik ostorral vagy csillókkal.
A sejtváz és kontraktilis rendszer három fő összetevőből áll:
- a minden sejtben megtalálható tubulin fehérjékből felépülő és 24 nm átmérőjű mikrotubulusokból,
- az összes eukarióta sejtben megfigyelhető aktin fehérjékből és a vele társult proteinekből álló és 6 nm átmérőjű mikrofilamentumokból, és
- a sejtenként nagyon eltérő minőségű, a sejtekre jellemző és 10 nm átmérőjű köztes (intermedier) filamentumokból.

Ezek szervezett együttesei idézik elő, hogy a mikrotubulusok, a mikrofilamentumok és a sejtekre jellemző köztes filamentumok fehérjeláncai hol kötegekbe, hol rácshálóvá alakulnak, vagy éppen állandó struktúrákat létrehozva fenntartják a sejtek alakját. Mind az átalakulásaikhoz, mind az állandóságuk fenntartásához a sejt anyagcseréjéből eredő energiára van szükség; ha tehát egy sejt él, anyagcserét folytat, akkor a sejtvázának összetevői részben átrendeződnek, mozognak, részben meghatározott szerkezeteket tartanak fenn.

### Mikrotubuláris szerkezetek
Az osztódásra képes eukarióta sejtekben állandóan meglevő mikrotubuláris szerkezet a sejtközpont. A sejtközponttal nem rendelkező vagy az azt elvesztő sejtek nem tudnak osztódni. Ugyancsak állandóan jelen levő mikrotubuláris bonyolult struktúra az ostor, illetve a csilló azokban a sejtekben, amelyek ezekkel rendelkeznek (a prokarióta sejtek ostorai és csillói nem mikrotubuláris szerkezetűek). Az ostorok és a csillók alapjánál a plazmamembrán alatti citoplazmában található az ún. alapi test, ami a sejtközpontra emlékeztető szerkezetű.
Az eukarióta sejt sejtosztódásakor a sejtközpont kettéosztódik, és a sejtosztódás korai fázisában elindítja az osztódási orsó húzófonalainak megszerveződését. Ezek a húzófonalak tulajdonképpen a sejtosztódás idejére tubulinokból megszerveződő mikrotubulusok, amelyek az osztódás végeztével eltűnnek a sejtekből, mert a mikrotubulusok depolimerizálódnak. A húzófonalak mikrotubulusai a kromoszómák centromerjeihez kötődve fogják azokat az utódsejtekbe „elvontatni”, vagyis a kromoszómák utódsejtekbe szétosztásában játszanak jelentős szerepet. Az osztódási orsó mikrotubulusainak depolimerizációja meggátolja magát az osztódást, mert a kromoszómák nem fognak az utódsejtekbe kerülni. Az osztódási mikrotubulusok hibás működése vagy a kromoszómákhoz kötődéseinek hibái és zavarai a sejtosztódások hibáit és zavarait fogják előidézni.

## Rendszerezésük
Az eukariótákat a ma leginkább elterjedt rendszertani osztályozás az élőlények egyik fő doménjének (birodalmának) tartja az archeák és a baktériumok mellett – utóbbiakat együtt prokariótáknak (valódi sejtmag nélküli élőlényeknek) nevezik.
Az alábbi táblázat a sejtes életformák rendszerezésének változását mutatja be:
| Linnaeus 1735 2 ország | Haeckel 1866 3 ország | Chatton 1937 2 birodalom | Copeland 1956 4 ország | Whittaker 1969 5 ország | Woese et al. 1977 6 ország | Woese et al. 1990 3 domén |
| ---------------------- | --------------------- | ------------------------ | ---------------------- | ----------------------- | -------------------------- | ------------------------- |
| -                      | Protista              | Prokaryota               | Monera                 | Monera                  | Eubacteria                 | Bacteria                  |
| -                      | Protista              | Prokaryota               | Monera                 | Monera                  | Archaebacteria             | Archaea                   |
| -                      | Protista              | Eukaryota                | Protista               | Protista                | Protista                   | Eukarya                   |
| Vegetabilia            | Plantae               | Eukaryota                | Plantae                | Fungi                   | Fungi                      | Eukarya                   |
| Vegetabilia            | Plantae               | Eukaryota                | Plantae                | Plantae                 | Plantae                    | Eukarya                   |
| Animalia               | Animalia              | Eukaryota                | Animalia               | Animalia                | Animalia                   | Eukarya                   |

### Hagyományos rendszer
A Robert Whittaker-féle  1969-es rendszer az eukariótákat 4 országra osztja:
- Protiszták (Protista)
- Gombák (Fungi)
- Növények (Plantae)
- Állatok (Animalia)

### Filogenetikus rendszer
| Az eukarióták legkorszerűbb filogenetikus rendszerezése: - Amorphea – az Amoebozoa és az Opisthokonta által alkotott legnagyobb olyan klád, mely nem tartalmazza a növényeket - Amoebozoa – jobbára amőbákból álló taxon - Obazoa – az Opisthokonta, a Breviatea és az Apusomonadida által alkotott taxon - Breviatea – az Obazoa egyik, feltételezések szerint bazális kládja - Apusomonadida – sikló egysejtűek - Opisthokonta – hátul egy ostorral rendelkező élőlények - Holomycota – a gombák és rokonaik - Holozoa – az állatok és rokonaik - Diaphoretickes – növények, sárgásmoszatok és rokonaik - Provora – más eukariótákat evő egysejtű élőlények - Haptista – a Haptophytina és a Centroplasthelida kládja - Telonemia - Cam - Pancryptista - Cryptista - Archaeplastida – Plantae sensu lato - Viridiplantae – Plantae sensu stricto - Embryophyta – Plantae sensu strictissimo - Eukarióták incertae sedis: - CRuMs – a Collodictyonida, a Rigifilida és a Mantamonadida kládja - Hemimastigophora – feltehetően a Diaphoretickesszel rokon taxon - Ancyromonadida - Malawimonadida - Metamonada - Discoba | Ennek alapján az alábbi, törzs vagy magasabb szintű taxonokat nevezhetjük meg: - Eukarióták (Eukaryota) doménje - Amorphea - Amoebozoa törzs - Obazoa – az Opisthokonta, a Breviatea és az Apusomonadida által alkotott taxon - Breviatea – az Obazoa egyik, feltételezések szerint bazális kládja - Apusomonadida – sikló egysejtűek - Opisthokonta – hátul egy ostorral rendelkező élőlények - Holomycota - Gombák (Fungi) országa - Eumyceta alország - Rajzóspórás gombák (Chytridiomycota) törzse - Blastocladiomycota törzs - Neocallimastigomycota törzs - Mucoromycota törzs - Dikarya alország - Tömlősgombák (Ascomycota) törzse - Bazídiumos gombák (Basidiomycota) törzse - Aphelidiomyceta alország - Aphelidiomycota törzs - Rozellomyceta alország - Rozellomycota törzs - Kisspórások (Microsporidia) törzse - Holozoa - Filozoa - Choanozoa - Állatok (Animalia) országa - Szivacsok (Porifera) törzse - Valódi szövetes állatok (Eumetazoa) alországa - Parahoxozoa kládja - Korongállatkák (Placozoa) törzse - Csalánozók (Cnidaria) törzse - Bordásmedúzák (Ctenophora) törzse - Kétoldali szimmetriájú állatok (Bilateria) kládja - †Proarticulata törzs - Újszájúak (Deuterostomia) kládja - Gerinchúrosok (Chordata) törzse - †Vetulicolia törzs - Diaphoretickes - Telonemia - Haptista törzs - Sar klád - Rhizaria klád - Cercozoa törzs - Endomyxa törzs - Retaria törzs - Halvaria klád - Sárgásmoszatok (Stramenopila) kládja - Gyrista törzs - Alveolata klád - Csillósok (Ciliophora) törzse - Myzozoa törzs - Cam - Pancryptista - Cryptista - Archaeplastida klád - Picozoa törzs - Rhodelphidia törzs - Vörös színtestű növények (Rhodophyta) törzse - Glaucophyta törzs - Zöld színtestű növények (Viridiplantae) kládja - Prasinodermophyta törzs - Valódi zöldmoszatok (Chlorophyta) törzse - Streptophyta klád - Phragmoplastophyta klád - Embriós növények (Embryophyta) kládja - Mohák (Bryophyta s. l.) kládja - Májmohák (Marchantiophyta) törzse - Setaphyta klád - Lombosmohák (Bryophyta s. s.) törzse - Becősmohák (Anthocerotophyta) törzse - Szövetes növények (Tracheophyta) kládja - Harasztok (Polypodiophyta) törzse - Anthocerotophyta törzs - Virágos növények (Spermatophyta) kládja - †Magvaspáfrányok (Pteridospermatophyta) törzse - Nyitvatermők kládja - Cikászok (Cycadophyta) törzse - Ginkók (Ginkgophyta) törzse - Toboztermők (Pinophyta) törzse - Gnetophyta törzs - Zárvatermők (Angiospermae) törzse - Eukarióták incertae sedis: - Provora klád – feltehetően a Diaphoretickes vagy annak testvércsoportjának tagja - Nebulidia törzs - Nibbleridia törzs - Hemimastigophora – feltehetően a Diaphoretickes tagja vagy vele rokon taxon - Meteora sporadica – feltehetően a Hemimastigophora tagja vagy rokona - Planomonada törzs - Malawimonada törzs - Metamonada törzs - Discoba klád - Ostoros moszatok (Euglenozoa) törzse - Percolozoa törzs |

## Lásd még
- Prokarióták
- Baktériumok
- Archeák
- Szervezet (biológia)